# Transport à Lviv

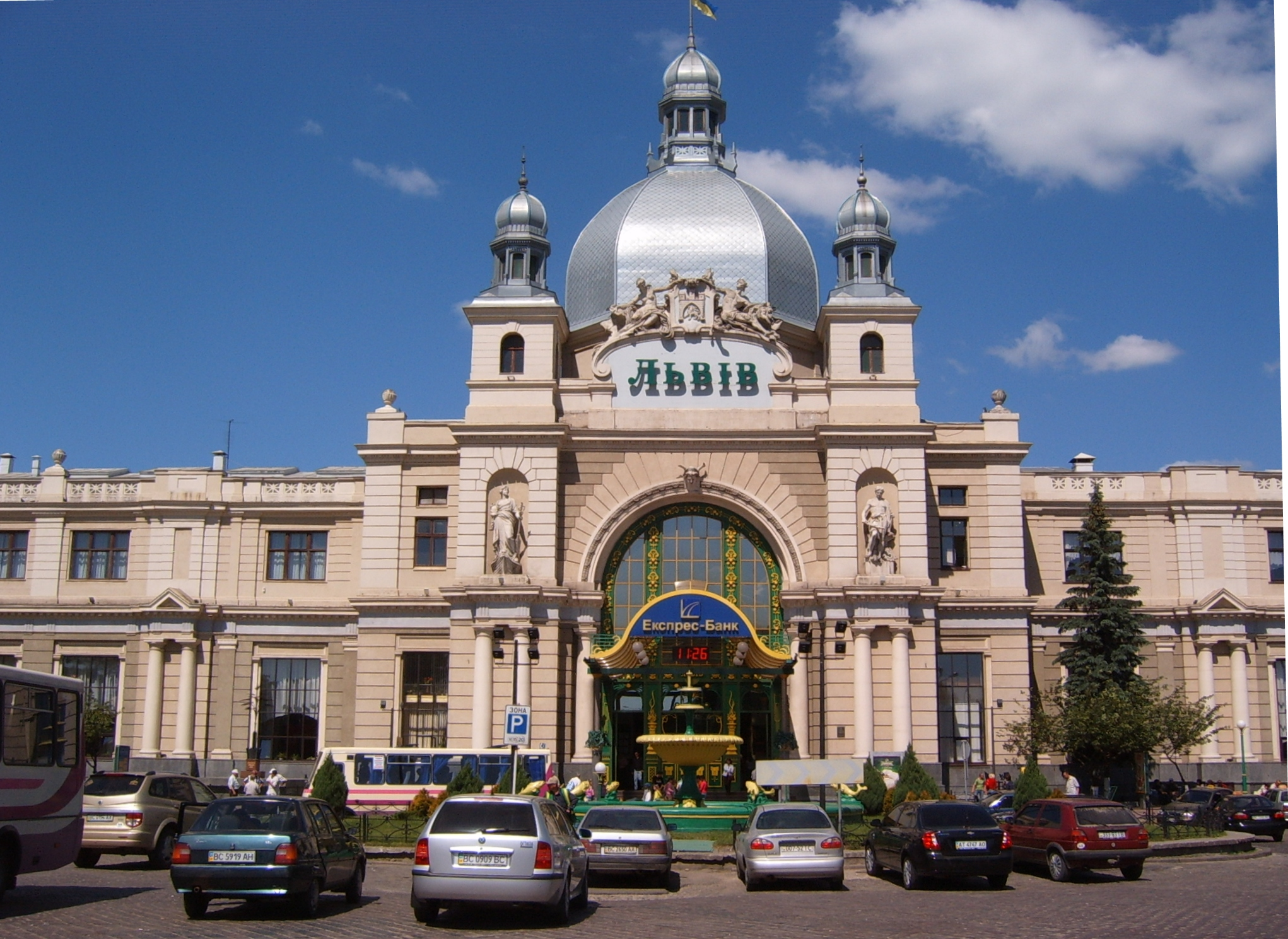
La gare centrale de Lviv

Le transport à Lviv fait référence à l'ensemble des infrastructures de transport desservant la ville ukrainienne de Lviv. La ville est notamment desservie par un important réseau routier dont trois routes européennes, un aéroport international, un réseau ferroviaire, ainsi qu'un ensemble de modes de transport en commun. 
Du fait de sa situation géographique, elle est un important nœud de communication routier entre la Pologne et l'Ouest de l'Ukraine.

## Transport routier
Lviv est desservie par plusieurs routes transnationales et nationales. Elle est desservie par la route européenne 40, qui part de la ville française de Calais, la route européenne 372 qui relie Lviv à Varsovie, ainsi que la route européenne 471 reliant Moukatcheve à Lviv. Elle est également desservie par plusieurs autoroutes internationales d'État que sont la route M06 (Kiev - Tchop, en direction de Budapest), l'autoroute M09 (uk) (Lviv - Rawa Ruska, en direction de Varsovie), l'autoroute M10 (uk) (Lviv - Krakovets, en direction de Cracovie), l'autoroute M11 (uk) (Lviv - Shehyni, en direction de Cracovie).

## Transport aérien

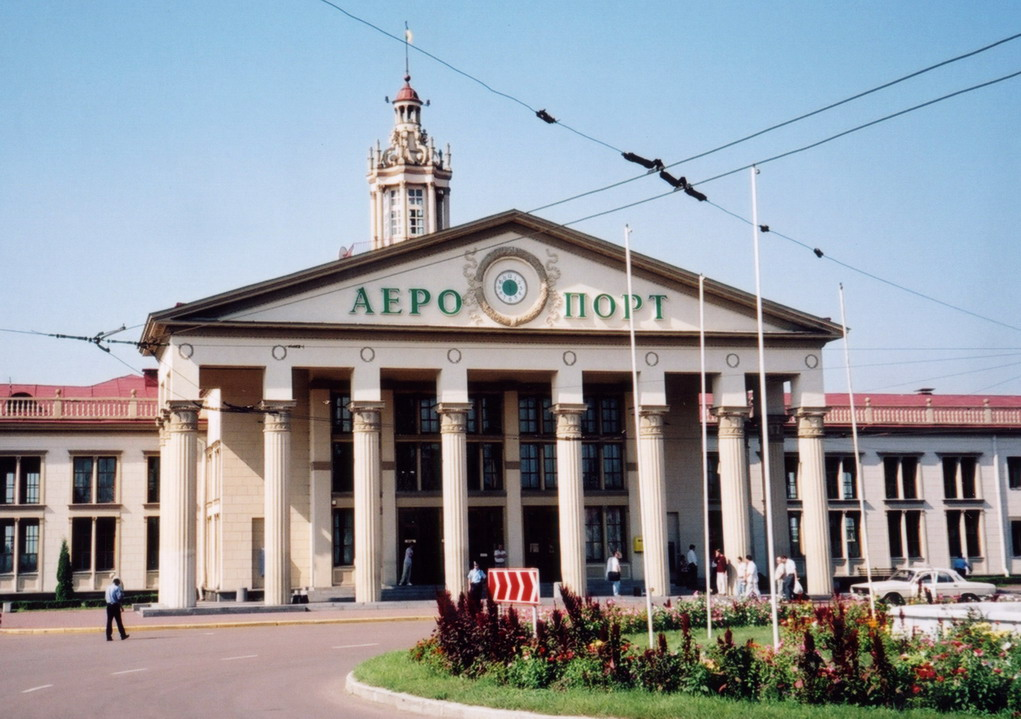
L'aéroport international de Lviv.

Lviv compte un aéroport international, l'aéroport international de Lviv qui est l'un des plus importants aéroport de l'Ouest de l'Ukraine.
De 2009 à 2012, en vue de l'organisation du championnat d'Europe de football 2012, l'aéroport a été rénové, afin d'augmenter sa capacité de 8 décollages par heure à 20 décollage par heure, la longueur de ses pistes ayant été allongée afin de pouvoir accueillir des avions de plus grosse capacité tels que les Boeing B-767 et Boeing B-737.

## Transport en commun
Le réseau de transport en commun de Lviv est composé d'un réseau de tramway ainsi qu'un ensemble de lignes de bus et de trolleybus.
À ces modes de transport traditionnels s'ajoutent un réseau de transport plus informel, mais extrêmement populaire, les « marchroutky », soit de petites camionnettes aménagées qui relient la ville et sa banlieue.

### Tramway

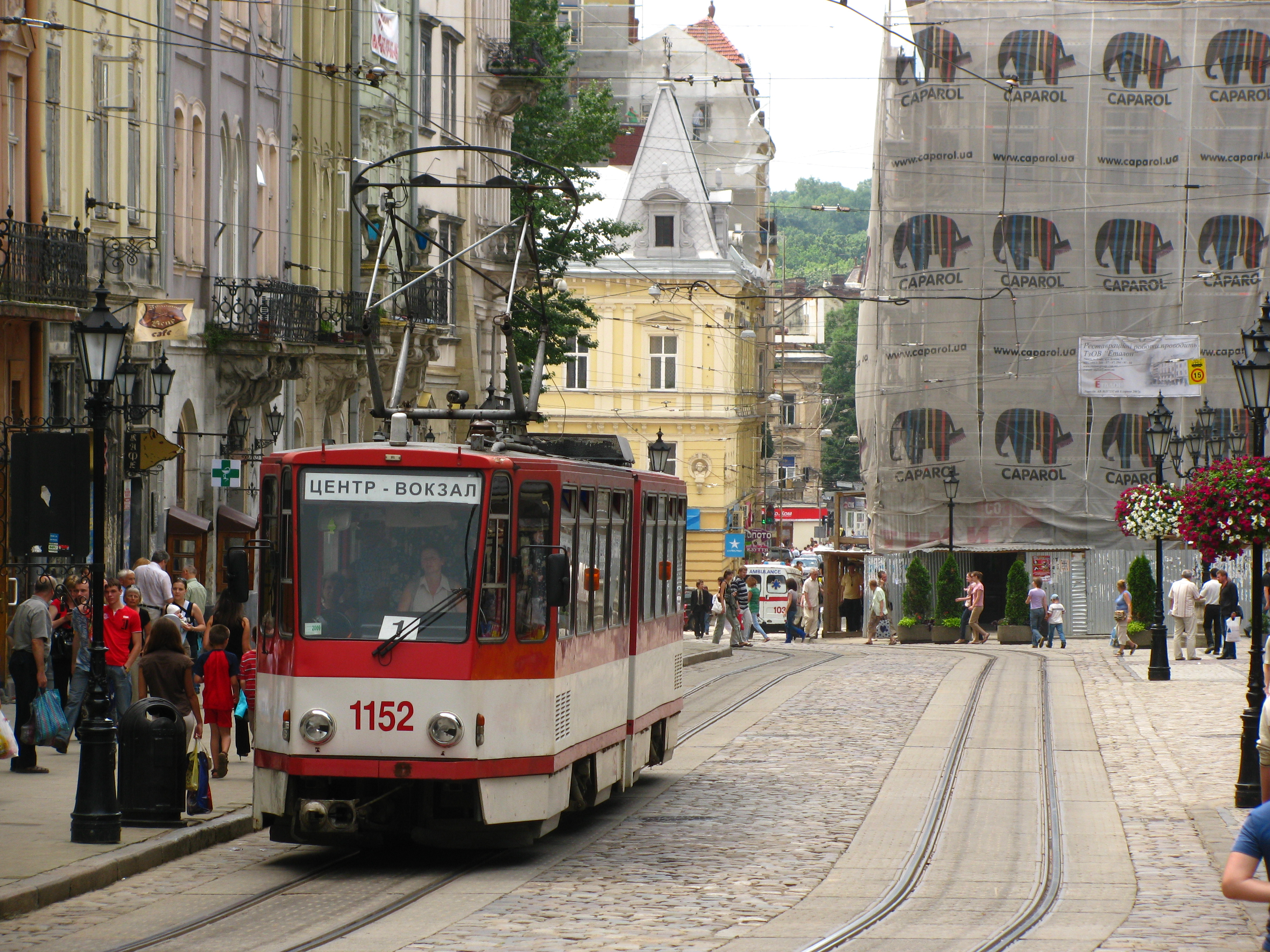
Ligne 1 du tramway de Lviv, ici au niveau de la place Rynok.

Lviv possède un réseau de tramway depuis 1880. Elle est alors l'une des premières villes d'Autriche-Hongrie, et la première à se doter d'un tramway, mode de transport pionnier pour l'époque.
Son réseau, en 2012, compte 9 lignes pour 73 kilomètres de voie.